# Estercolero

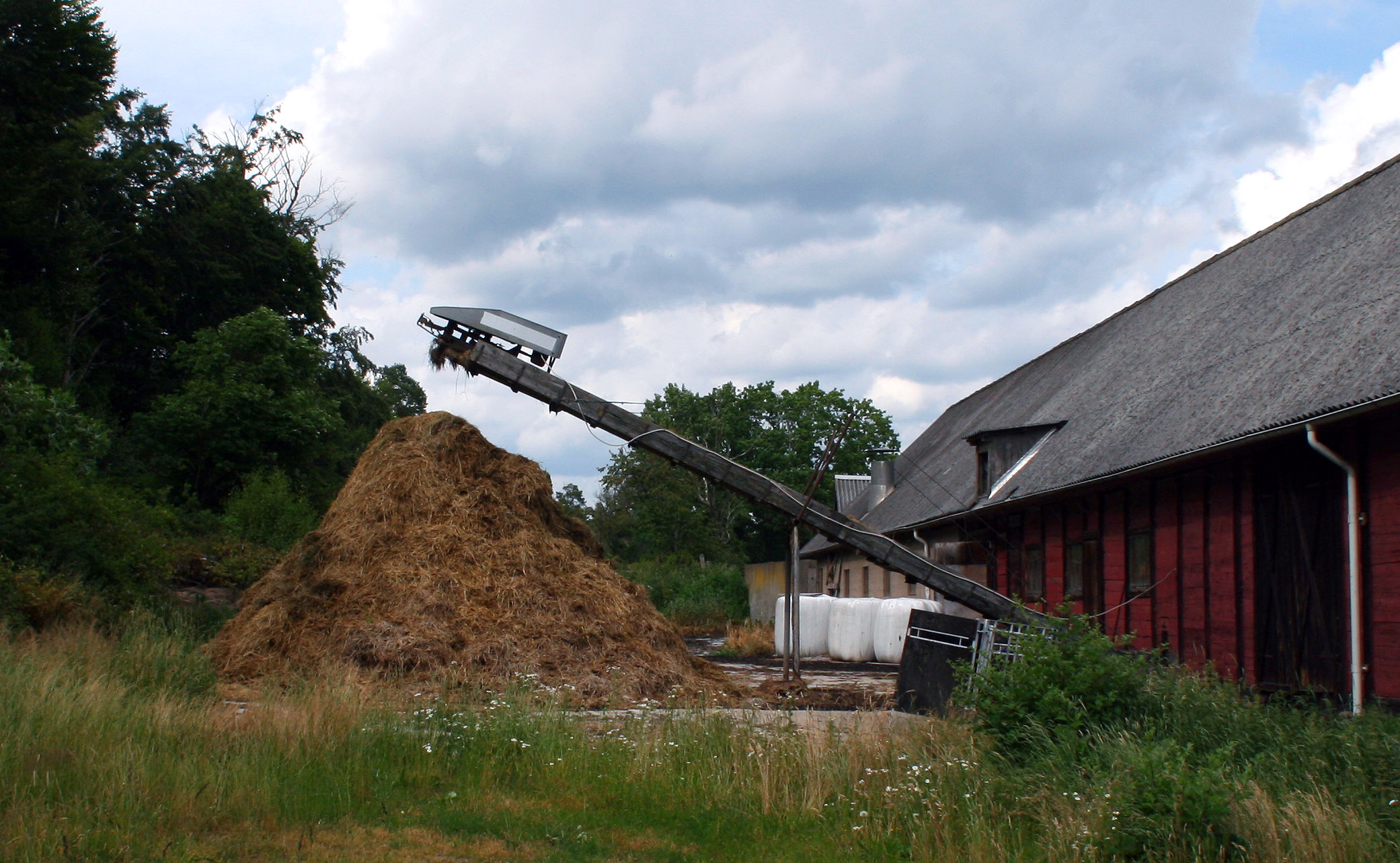
Estercolero

Un estercolero es el sitio en que se recogen y amontonan los estiércoles, cadáveres y despojos de los animales, las plantas, basuras y demás sustancias que pueden aprovecharse para abono. 
El estercolero debe colocarse en un paraje cómodo y de modo que puedan echarse con facilidad en él los estiércoles sólidos y líquidos, las basuras, barreduras, etc. pues de no hacerlo así pierde el labrador muchos abonos que desaprovecha por descuido y falta de economía. Su extensión será relativa a las necesidades de la explotación. En un lado se tendrá el estiércol ya hecho y en otro se amontonará y preparará el nuevo. Serán suficientemente hondos para que recojan las aguas y activen la fermentación. El terreno en que se formen será firme para que no se filtren y pierdan los líquidos que destilan. En los parajes cálidos se pondrán en sitios sombríos para que el ardor del sol no disipe la virtud y eficacia de los estiércoles, para que no se acelere la fermentación y descomposición y para que no se evaporen muchas sustancias pues entonces constituye lo que llaman basura escaldada.

Estercolero

Es común entre los labradores dejar el estiércol por mucho tiempo en las cuadras y establos, cubriéndole con paja o heno nuevo, no tan solo por ahorrar trabajo conduciéndolo todo de una vez, sino porque creen que así gana en calidad, sin reparar lo insalubre que esto es para los animales que se ven en la precisión de vivir en un aire impuro, viciado y aún infesto. Como que el abono más general entre nosotros son los estiércoles, debe procurarse tengan estos las cualidades necesarias para que produzcan los efectos con cuyo objeto se aplican. Todos saben que no se han de esparcir si no están bien podridos; pero muchos lo hacen sin que haya fermentado, resultando ser en gran parte inútil y aún perjudicial, en razón de que si sobreviene un sol fuerte o una lluvia no se descompone y se inutiliza mucha parte. Además, teniendo gran número de huevecillos de insectos y semillas de malas hierbas, se avivan aquellos y germinan éstas, causando graves perjuicios.
El mejor modo de formar un estercolero compuesto consiste en abrir una zanja como si fuera un estanque. En ella, se echa una capa de estiércol enterizo, luego otra de vegetales secos, hojas, etc., después otra de cal y por último, una de arena: se sigue así hasta la última que será algo gruesa y de arena. Debe quedar un hueco para retener las aguas y que faciliten la fermentación y descomposición. Su teoría se funda en la propiedad que tienen las tierras alcalinas de reducir los tejidos orgánicos a un estado de descomposición y carbonización principiante muy favorable para la vegetación. El álcali más usado es la cal viva, porque es el más barato, pero cualquiera otro produciría el mismo efecto; el amoniaco de la orina y de los excrementos ocasiona el grado de carbonizacion que caracteriza al abono. Este es perfecto cuando no es cáustico.